# Konrad Lorenz Forschungsstelle

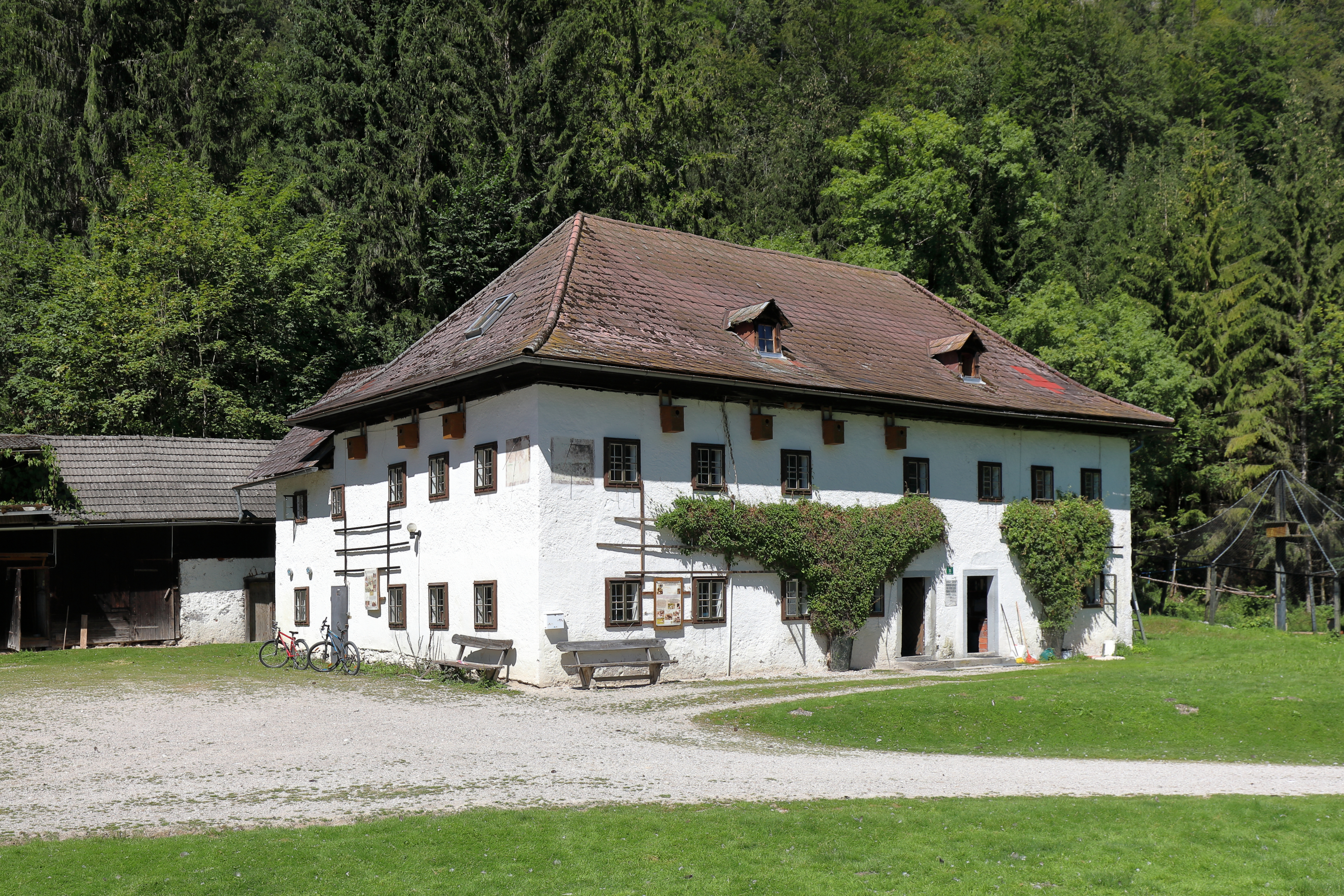
Alte Konrad Lorenz Forschungsstelle in Grünau im Almtal

Die Konrad Lorenz Forschungsstelle (KLF) wurde 1973 in Grünau im Almtal in Oberösterreich gegründet, als Konrad Lorenz nach Österreich zurückkehrte. Träger der Forschungsstelle ist ein privater Förderverein; es besteht eine enge Verbindung zum Department für Verhaltensbiologie der Universität Wien. Die Leitung der KLF obliegt Sonia Kleindorfer (Stand 2020).

## Forschung
Schwerpunkte der Forschung in Grünau sind die Erforschung des Verhaltens von Graugänsen, Raben und Waldrappen. Der KLF gelang es beispielsweise, erstmals weltweit eine freilebende Kolonie von Waldrappen aus Zoonachzuchten zu etablieren.
Aus den Forschungen sind weitere Projekte entstanden. So hat sich im Almtal das Waldrappteam angesiedelt, das versucht, die Waldrappen die Flugroute in den Süden zu lehren. Dazu werden Ultraleichtflugzeuge verwendet. Im Jahr 2008 hatte sich auch das Wolf Science Center in Grünau angesiedelt, das im Frühjahr 2009 allerdings in den Wildpark Ernstbrunn übersiedelte. Weitere Verhaltensbeobachtungen finden im benachbarten Cumberland Wildpark statt.

## Geschichte
Als Lorenz nach seiner Pensionierung am Max-Planck-Institut für Verhaltensphysiologie in Seewiesen (Bayern) nach Österreich zurückkehrte, wurde er eingeladen, in Grünau im Almtal seine Arbeiten mit Graugänsen fortzusetzen. Die Forschungsstelle wurde in den ersten Jahren durch die Max-Planck-Gesellschaft finanziert, 1980 bis 1989 übernahm die Österreichische Akademie der Wissenschaften die Kosten. Seit damals wird sie durch einen privaten Verein, das Land Oberösterreich und die Universität Wien finanziert.